# Jenna von Oÿ
Jenna von Oÿ (Stamford, 2 maggio 1977) è un'attrice e cantante statunitense.
I suoi ruoli più conosciuti sono quello di Six LeMeure nella situation comedy della NBC sitcom Blossom, le avventure di una teenager, e come Stevie Van Lowe nella sitcom della UPN Strepitose Parkers.

## Biografia
Nata come Jennifer Jean von Oÿ a Stamford, nel Connecticut, da Gloria e Frank von Oÿ. Ha frequentato la Newtown High School. Ha iniziato la sua carriera da bambina, in show locali e piccole pubblicità commerciali. Jenna ha debuttato in televisione nel 1986 in un episodio del ABC Weekend Special, seguito da ruoli principali in Un salto nel buio e Kate e Allie. Dal 1990 al 1991, è stata co-protagonista nella sitcom di breve durata della CBS Lenny.
Dal 1991 al 1995, Jenna ha recitato nel ruolo della 'mitraglia parlante' Six LeMeure nella serie Blossom. Quando la serie terminò, ha iniziato a frequentare la scuola di cinematografia alla University of Southern California per due anni, prima di lasciarla e tornare a recitare. Nel 1999, vinse le selezioni nel casting per il ruolo di Stevie van Lowe, Kim Parker's (Countess Vaughn) ruolo di spalla in The Parkers. Durante le riprese di The Parkers, Jenna ha anche dato la voce a Trinket St. Blaire nella serie animata Pepper Ann. Quando anche The Parkers arrivò alla sua fine, nel 2004, Jenna è apparsa, nel film per la TV Marsha Potter Gets a Life, nel 2005. Più tardi è apparsa come guest star in episodi di Cold Case, ed ha fatto una ottima parodia di Lauren Graham, la Lorelei Gilmore della serie Una mamma per amica nell'episodio Naufragio perfetto della serie I Griffin.
Oltre a lavorare in televisione, Jenna von Oÿ è anche apparsa nel film Nato il quattro luglio (1989), affiancando Tom Cruise. Ha anche dato la voce a Stacey in In viaggio con Pippo (1995) ed a Gracie nel film (solo per DVD Il dottor Dolittle 3, 2006).

### Carriera musicale
Nel giugno del 2000, Jenna von Oÿ ha registrato un Compact Disc tentando di lanciarsi in una carriera di cantante country. Il suo album di debutto, Breathing Room, è stato pubblicato il 18 settembre 2007.

## Vita privata
Nell'ottobre del 2010, Jenna von Oÿ si è sposata con il consulente informatico Brad Bratcher con cui ha avuto una figlia.

## Filmografia
| Anno       | Titolo                                | Ruolo            | Note                           |
| ---------- | ------------------------------------- | ---------------- | ------------------------------ |
| 1986       | Un salto nel buio                     | Stefa            | Episodio: Diabolica realtà     |
| 1987       | At Mother's Request                   | Audrey Schreuder | Film per la TV                 |
| 1990–91    | Lenny                                 | Kelly Callahan   | Episodio sconosciuto           |
| 1990–95    | Blossom, le avventure di una teenager | Six LeMeure      | 114 episodi                    |
| 1991       | Family Album, U.S.A.                  | Michelle Bennet  | Episodio sconosciuto           |
| 1993       | Bayside School - Un anno dopo         | Sé stessa        | Episodio: A Thanksgiving Story |
| 1995       | In viaggio con Pippo                  | Stacey           | Voce                           |
| 1995       | Family Values                         | Phoebe Huck      | Episodio sconosciuto           |
| 1996       | She Cried No                          | Jordan           | Film per la TV                 |
| 1997       | Chicago Hope                          | Stacey Kagan     | Episodio: White Trash          |
| 1997       | E vissero infelici per sempre         | Bitsy Berg       | Episodio: Little Miss Perfect  |
| 1998       | Settimo cielo                         | Theresa          | Episodio: Una ragione di vita  |
| 1999       | Moesha                                | Stevie           | Episodio: It Takes Two         |
| 1999– 2000 | Pepper Ann                            | Trinket (Voce)   | 6 episodi                      |
| 1999– 2004 | Strepitose Parkers                    | Stevie           |                                |

## Doppiatrici italiane
- Alida Milana in Blossom - Le avventure di una teenager
- Domitilla D'Amico in Strepitose Parkers
- Laura Lenghi in Cold Case - Delitti irrisolti

## Premi e nomination
| Anno | Premi              | Categoria                                                | Titolo                                | Risultato  |
| ---- | ------------------ | -------------------------------------------------------- | ------------------------------------- | ---------- |
| 1991 | Young Artist Award | Migliore Attrice Giovane a recitare in una Serie TV      | Lenny                                 | Nomination |
| 1992 | Young Artist Award | Migliore Attrice Giovane co-protagonista in una serie TV | Blossom, le avventure di una teenager | Nomination |
| 1993 | Young Artist Award | Migliore Attrice Giovane co-protagonista in una serie TV | Blossom, le avventure di una teenager | 1º Premio  |
| 1994 | Young Artist Award | Migliore Commedia Giovanile                              | Blossom, le avventure di una teenager | 1º Premio  |